# Lijst van dichtheden van vaste stoffen
Dit overzicht geeft de dichtheid van vaste stoffen in kg/dm3 (of g/cm3) bij kamertemperatuur (20°C), tenzij anders vermeld.
| Metalen en legeringen | Dichtheid          |
| --------------------- | ------------------ |
| aluminium             | 2,755              |
| bismut                | 9,8                |
| brons                 | 8,2 ... 8,7...8,90 |
| chroom                | 7,19               |
| constantaan           | 8,9                |
| germanium             | 5,46               |
| gietijzer             | 7,2                |
| goud                  | 19,2               |
| ijzer (chem. zuiver)  | 7,36               |
| iridium               | 22,56              |
| kalium                | 0,862              |
| koper                 | 8,9                |
| lood                  | 11,3               |
| magnesium             | 1,738              |
| messing               | 8,4                |
| nikkel                | 8,8                |
| platina               | 21,5               |
| plutonium             | 19,8               |
| smeedijzer            | 7,8                |
| staal                 | 7,6 ... 8,1        |
| tin                   | 7,3                |
| titanium              | 4,4 ... 4,8        |
| wolfraam              | 17,8 ... 19,6      |
| zilver                | 10,5               |
| zink                  | 7,14               |

| Kunststoffen            | Dichtheid |
| ----------------------- | --------- |
| ABS                     | 1,06      |
| acrylaat                | 1,19      |
| bakeliet                | 1,30      |
| PETG                    | 1,27      |
| polycarbonaat           | 1,20      |
| polyethyleen (HDPE)     | 0,96      |
| polyethyleen (LDPE)     | 0,94      |
| polypropeen (PP)        | 0,91      |
| polystyreen             | 1,06      |
| polyvinylchloride (pvc) | 1,45      |
| HPL                     | 1,43      |

| Overige stoffen van minerale oorsprong | Dichtheid    |
| -------------------------------------- | ------------ |
| asbest                                 | 0,58         |
| asfalt wegenbouw                       | 2,2 ... 2,4  |
| baksteen                               | 1,4 ... 1,5  |
| basalt (gemiddeld)                     | 3,0          |
| beton                                  | 2,4          |
| mangaan(IV)oxide                       | 3,4          |
| calciet                                | 2,7          |
| diamant                                | 3,52         |
| eboniet                                | 1,2          |
| flintglas                              | 3,72         |
| fosfor (rood)                          | 2,20         |
| fosfor (wit)                           | 1,83         |
| glas (gemiddeld)                       | 2,5          |
| grafiet                                | 2,16 ... 2,3 |
| graniet                                | 2,7          |
| grind (gemiddeld)                      | 1,65         |
| hardsteen                              | 2,4 ... 2,7  |
| ijs (bij 0 °C)                         | 0,917        |
| kalkzandsteen                          | 1,9          |
| keukenzout                             | 2,15         |
| kooldioxide (vast)                     | 1,53         |
| kroonglas                              | 2,54         |
| kwarts                                 | 2,65         |
| marmer                                 | 2,7          |
| paraffine                              | 0,9          |
| porselein                              | 2,4          |
| steenkool (anthr.)                     | 1,4 ... 1,8  |
| zand (droog)                           | 1,6          |
| zand (nat)                             | 2            |
| zwavel                                 | 2            |

| Houtsoorten            | Dichtheid     |
| ---------------------- | ------------- |
| afrormosia             | 0,7           |
| afzelia                | 0,82          |
| balsa                  | 0,15          |
| berken                 | 0,66          |
| beuken                 | 0,72          |
| bilinga                | 0,75          |
| bubinga                | 0,83          |
| palmhout               | 1,0           |
| ceder                  | 0,57          |
| cocobolo               | 1,1           |
| coromandel             | 1,1           |
| dennen                 | 0,54          |
| ebben                  | 1,1           |
| eiken, Amerikaans rood | 0,7           |
| eiken, Amerikaans wit  | 0,73 ... 0,75 |
| eiken, Europees        | 0,67 ... 0,76 |
| elzen                  | 0,53          |
| esdoorn                | 0,61 ... 0,68 |
| essen                  | 0,7           |
| grenen                 | 0,54          |
| iepen                  | 0,65          |
| linden                 | 0,5           |
| mahonie                | 0,8           |
| noten                  | 0,75          |
| oregon pine            | 0,7           |
| pokhout                | 1,1           |
| populier               | 0,5           |
| teak                   | 0,65          |
| vuren                  | 0,58          |

| Overige stoffen van biologische oorsprong | Dichtheid     |
| ----------------------------------------- | ------------- |
| barnsteen                                 | 1,0           |
| been (bot)                                | 1,9           |
| boter                                     | 0,86          |
| ivoor                                     | 1,9           |
| kurk                                      | 0,16 ... 0,25 |
| suiker                                    | 1,6           |
| was                                       | 0,96          |